# Smíření (teologie)
Použití pojmu smíření v politické teologii viz Teologie smíření

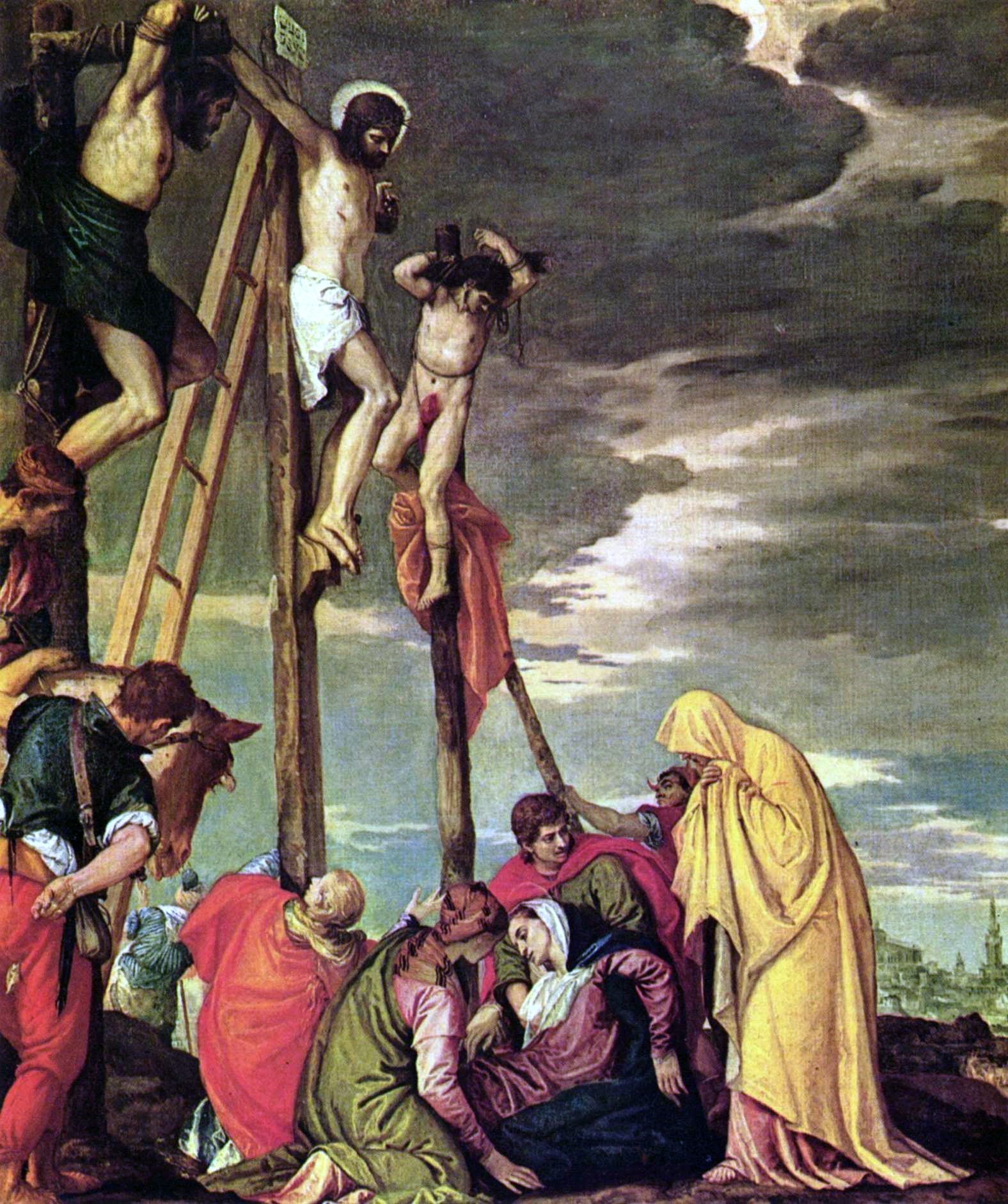
Kalvarienberg od Paola Veroneseho

Smíření je v křesťanské teologii prvkem spásy, který se týká výsledků smíření.
Smíření je ukončení odcizení, způsobeného prvotním hříchem, mezi Bohem a lidstvem. Jan Kalvín popisuje smíření jako mír mezi lidstvem a Bohem, který je výsledkem odčinění náboženského hříchu a usmíření Božího hněvu.
Evangelikální teolog Philip Ryken popisuje smíření takto: „Je součástí poselství o spasení, které nás znovu spojuje s Bohem. ... Bůh je autorem, Kristus je prostředníkem a my jsme vyslanci smíření – 2Kor 5 (Kral, ČEP).“
Ačkoli je v Pavlových listech použito pouze pětkrát – Řím 5, 10–11 (Kral, ČEP); Řím 11, 15 (Kral, ČEP); 2Kor 5, 18–20 (Kral, ČEP); Ef 2, 14–17 (Kral, ČEP) a Kol 1, 19–22 (Kral, ČEP), jedná se o zásadní termín, který popisuje „podstatu“ evangelia a spasení.
Ralph Martin píše ve Slovníku Pavla a jeho listů (Dictionary of Paul and his Letters), že smíření je v centru Pavlovy teologie. Stanley Porter píše ve stejném svazku, že existuje pojmová souvislost mezi řeckou skupinou slov smíření katallage (nebo katallasso) a hebrejským slovem šalom (שָׁלוֹם), které se obecně překládá jako „pokoj“.